# Bakal Gajah
Bakal Gajah is een bestuurslaag in het regentschap Dairi van de provincie Noord-Sumatra, Indonesië. Bakal Gajah telt 571 inwoners (volkstelling 2010).